# Château de Froidcourt
Construit sur le territoire de la commune ardennaise de Stoumont, dans le Sud de la province de Liège (Région wallonne, Belgique), le château de Froidcour(t) domine la vallée de l'Amblève, entre les villages de Stoumont et de La Gleize.
La présence de tours confère à l'édifice une apparence médiévale, bien que sa construction ait débuté en 1912 pour s'achever en 1919.

## L'ancien château de Froidcourt

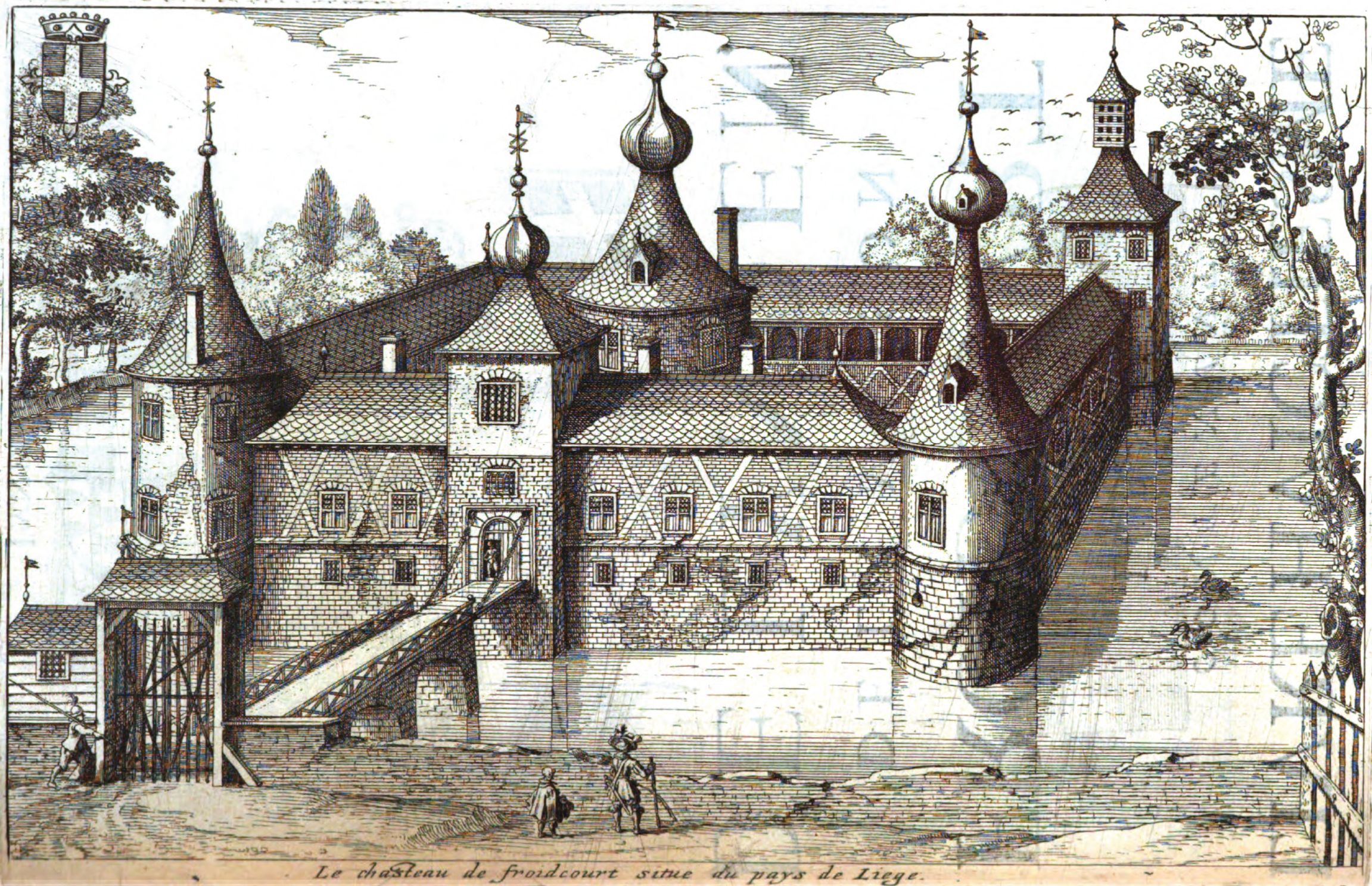
L'ancien château de Froidcourt

Il existait précédemment sur le même site un autre château, qui était le siège de la seigneurie de Stoumont. Il fut, du XVIe siècle jusqu'à la Révolution française, la résidence principale des comtes de Lynden, barons de Froidcourt.